# Out el Kouloub
Out El Kouloub (1899-1968), también conocida como Qut-al-Qulub o Qut al Qulub al Demerdashiyya, fue una escritora árabe. Existe gran confusión sobre sus tres posibles nombres, dado que escribió obras en varias lenguas, entre las que se cuentan el francés y el árabe. Pasó la primera parte de su vida en El Cairo, pero posteriormente huyó cuando el régimen de Gamal Abdel Nasser llegó al poder. Su obra más conocida es Ramza y si bien algunos la han considerado ficción, otros académicos la han visto como autobiografía. Gracias a sus múltiples viajes a Europa —particularmente a Francia—, Kouloub fue muy bien recibida en el exterior, y su obra fue apreciada por muchas culturas. Escribió todos sus libros en francés y algunos se tradujeron al inglés, al alemán, al árabe, al holandés y al indonesio.

## Biografía

### Primeros años
Out el Kouloub nació en 1899 en El Cairo, aunque algunas fuentes indican que podría haber nacido en 1898. Falleció en 1968, aunque la ubicación geográfica de su muerte fue discutida. Se especula que murió en Austria pero fue enterrada en Italia. Provenía de una familia pudiente e importante, ya que sus ancestros fueron parte de las cortes turcas. Como en la mayoría de las familias árabes, su padre dirigía la casa y Kouloub fue criada por el harén. Varias de sus obras mencionan esta costumbre estricta. Recibió educación por parte de una institutriz que le enseñó lenguas extranjeras, como se esperaba de las niñas egipcias en un contexto aristocrático.

### Matrimonio
Kouloub no se casó hasta cumplir los 25 años, aunque algunas fuentes indican que contrajo matrimonio dos años antes. Fue un matrimonio arreglado y su esposo era un abogado y juez llamado Mustafa Bey Muktar. Tras siete años de vida conyugal, cuatro hijos y una hija, se divorciaron. Se especuló que la causa de esto fue la conducta no tradicional de Kouloub; no adoptó el rol sumiso que se esperaba de una mujer. Después del divorcio, hizo que sus hijos conservaran su apellido en vez del paterno, para perpetuar el nombre Demerdashiyya.

### Percepción pública
La familia Demerdashiyya poseía muchas riquezas y una gran porción de tierra. La misma Kouloub poseía propiedades en varias regiones de Egipto, además de la herencia de su padre. Durante su vida, muchos la llamaron «la mujer más rica de Egipto». Fue vista como una persona extremadamente considerada y amable. En los eventos religiosos solía donar comida, al igual que vacas y ovejas. Sus vecinos estaban agradecidos por su presencia y su voluntad para ayudar.

### Últimos años
Entre 1933 y 1939, viajó varias veces a Europa; Francia era su destino usual. Hablaba con fluidez en árabe y en francés. Su estadía en Europa fue parcialmente determinada por el presidente Gamal Abdel Nasser, cuyo gobierno revolucionario confiscó gran parte de las propiedades de su familia. Huyó de El Cairo con sus hijos y se quedó en Roma. Kouloub no quiso regresar a su patria mientras Nasser estaba en el poder y por eso murió sin retornar. Creía que las reformas que impuso el mandatario estaban planeadas con la intención de destruir a su familia. Le rompió el corazón ver que su propiedad fue retenida pese a sus acciones generosas en la región. Hacia su muerte, estaba prácticamente en bancarrota y tenía pocas cosas a su nombre.

## Temas literarios

### Los derechos de la mujer
Jana Braziel destaca que Kouloub era conocida por abordar temas conectados con el uso del velo islámico. En su novela Ramza, la protagonista se opone a usarlo, de hecho lo considera una prenda opresiva y se muestra celosa de las mujeres de otras culturas que no están forzadas a vestirse de esa manera. Kouloub sentía que el velo era un símbolo de las limitaciones impuestas a las mujeres. Braziel también sugiere que el personaje de Ramza es una alusión a Huda Sha'arawi debido a sus opiniones acerca del velo y refleja la lucha de esta última en relación con dicho tema. Kouloub fue una feminista islámica; muchos de sus valores centrales se enraízan en su religión, sin embargo consideraba que las mujeres necesitaban un propósito más allá de lo que el Islam les proporcionaba.

### Raíz islámica
El éxito que tuvo la escritura de Kouloub en Europa se debió en parte a los temas que trató. Al Viejo Continente le incomodaba la cultura islámica y la consideraba una forma de vida retrógrada. Al abordar la cultura en la que fue criada, Kouloub atrajo la atención de los europeos que tenían curiosidad por su infancia en Egipto. En este sentido, funcionó como una traductora entre culturas.

## Obra

### Ramza
Una de las obras más conocidas de Kouloub es Ramza. Braziel realizó un análisis literario sobre la novela y concluyó que es relevante como autobiografía y por su contenido histórico. En su ensayo, afirma que Ramza habla sobre los derechos de la mujer en Egipto. También llama la atención sobre el hecho de que Kouloub emplea varias figuras históricas importantes en su texto, gracias a lo que confiere seriedad a su discurso. Nayra Atiya, la traductora al inglés de Ramza, afirma que el mensaje de la autora es que «la ignorancia engendra miedos y concepciones erradas y perpetúa la superstición sin fundamentos».

### Otras obras
Sus otras obras son:
- Au hasard de la pensée (1934)
- Harem (1937)
- Trois contes de l'amour et de la mort (1940) (con traducción al inglés)[20]
- Zanouba (1947) (con traducción al inglés)[21]
- Le coffret hindou (1951)
- La Nuit de la Destinée (1954)
- Hefnaoui le Magnifique (1961)